# سانیوان
سانیوان (به لاتین: Sanyuan District) یک سکونتگاه مسکونی در جمهوری خلق چین است که در سانمینگ واقع شده‌است.